# Сантарелли, Джованни Антонио
Джованни Антонио Сантарелли (итал. Giovanni Antonio Santarelli, 20 октября 1758, Маноппелло — 30 мая 1826, Флоренция) — итальянский скульптор, резчик по твёрдому камню и медальер.
Джованни Антонио родился в Маноппелло (регион Абруццо) в семье фермера Франческо Сантарелли. Отец познакомил его с сельскохозяйственными работами и скотоводством. В возрасте десяти лет маленький Джованни Антонио отвлёкся от забот пастуха, чтобы собрать несколько гладких камешков на берегу реки Аленто, на которых он выгравировал иглой, украденной у его матери, «птицу» и «Сатира удивительной красоты».
В 1780 году меценат Франческо Саверио Блазиоли, который убедился в способностях молодого человека, направил его в свою мастерскую в городке Кьети, где под руководством тосканского гравёра Клементе Казелли будущий художник учился вырезать камеи на полудрагоценных камнях.
В 1781—1791 годах Сантарелли обучался в Риме, в мастерской рисовальщика и гравёра, знаменитого мастера глиптики Джованни Пихлера.
В Риме Сантарелли успешно работал по заказам великосветских меценатов и коллекционеров, прелатов Ватикана и самого папы Пия VII. В 1797 году Джованни Сантарелли переехал во Флоренцию, где был назначен преподавателем Академии изящных искусств Флоренции (l’Accademia di Belle Arti di Firenze). Он занимал должность профессора до 1826 года, обучая учеников рельефной резьбе камей и углублённой (инталиям) для печатей. Его лучшими учениками были: Доменико Бернардини, Винченцо Бионди, Пьетро Чинганелли, Джованни Мерлини, Витторио Нести, Франческо Поцци и Луиджи Сириес.
Его первая жена скончалась в Риме в 1794 году. В 1799 году Сантарелли женился на Терезе Бениньи во Флоренции, от которой у него будет четверо детей: Агнес, Каролина, Карло и Эмилио, которые, как и их отец, станут резчиками по камню. Эмилио Сантарелли (1801—1886) стал известным скульптором, учился у Бертеля Торвальдсена в Риме, работал во Флоренции. В дополнение к своим обязанностям во флорентийской Академии, Джованни Сантарелли лепил из воска миниатюрные камеи, резал печати и изготавливал матрицы для медалей. Кроме Рима и Флоренции работал в Парме и Милане.
Наполеон Бонапарт возвысил его до звания рыцаря Ордена Воссоединения (Cavaliere dell’Ordine della Riunione). Генерал Жак Франсуа Мену, губернатор Тосканы, назначил его профессором «Школы гравировки гемм и камей» (Scuola d’Incisione di Gemme e Cammei).
Сантарелли гравировал камеи с портретами выдающихся личностей того времени, таких как Фердинанд III Тосканский, принцесса Элиза Лукка, герцогиня Парма, королева Этрурии, а также с портретами выдающихся людей прошлого, таких как Данте, Галилей, Петрарка, Микеланджело, Макиавелли, Боккаччо.
В 1808 году Сантарелли стал членом Академии литературы, наук и искусств в Ливорно, в 1816 году по предложению скульптора Антонио Кановы был принят в Академию Святого Луки в Риме. В 1820 году указом французского короля Людовика XVIII получил звание рыцаря ордена Почётного легиона. В 1824 году Джованни Сантарелли стал членом Прусской и Парижской Академий искусств.
Он умер во Флоренции 30 мая 1826 года. Похоронен в том же городе в церкви Сан-Сальваторе-ин-Оньисанти. На его надгробии имеется надпись, сравнивающая Сантарелли с Пирготелем, знаменитым античным резчиком гемм.
В 1873 году коммуна Маноппелло решила посвятить мастеру главную улицу городского центра. В 2011 году муниципальная администрация Маноппелло открыла городской музей имени Джованни Антонио Сантарелли. Произведения знаменитого мастера хранятся во многих музеях Европы.